# 加布里埃爾·托爾熱
加布里埃爾·托爾熱（羅馬尼亞語：Gabriel Torje；1989年11月22日—）是一位羅馬尼亞足球運動員，在場上的位置是邊鋒。2018年時被俄超球隊格羅茲尼艾卡馬特足球俱樂部外借至羅甲布加勒斯特戴拿模足球會。他是2011年羅馬尼亞足球先生。